# Селиште (поток)
Селиште је водени ток на Фрушкој гори, десна је притока Дунава, дужине 5,2km, површине слива 6,7km².
Извире као повремени ток на североисточним падинама Фрушке горе на 240 м.н.в.. Текући ка северу улива се у Дунавац, рукавац Дунава узводно од Сремских Карловаца на 77 м.н.в. Прима неколико периодичних притока. Последњих 500 метара је каналисано. Максимални протицаји износе 13,5 m³/с.